# Stadtamhof

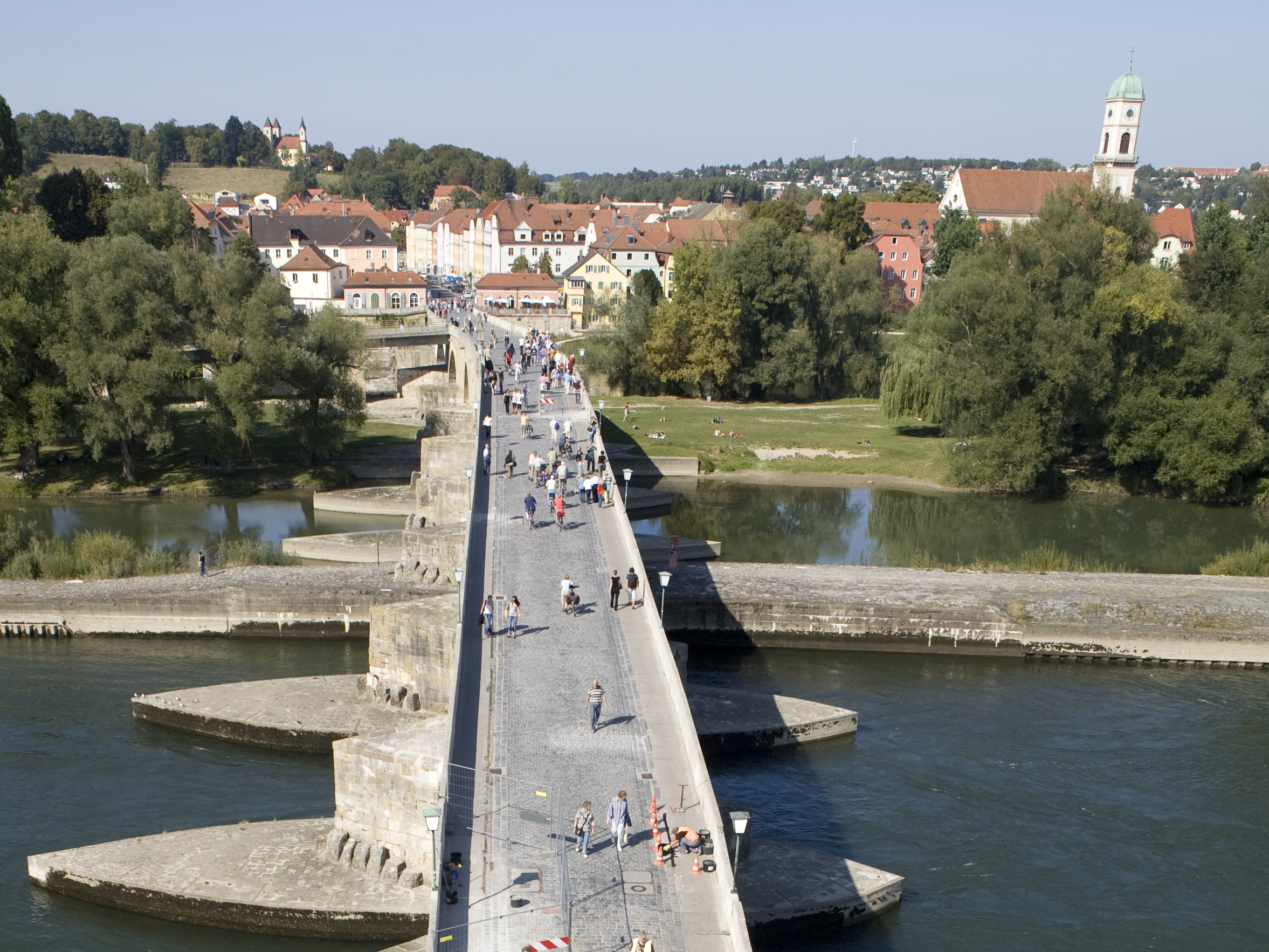
Stadtamhof de l'autre côté du pont de pierre.

Stadtamhof est une ancienne ville de Bavière sur la rive gauche du Danube, vis-à-vis de Ratisbonne, à laquelle elle est unie par un pont, le pont de pierre (Steinerne Brücke). En 1924, elle a été rattachée à Ratisbonne et en est devenue un quartier, le 2e arrondissement de la ville.

## Histoire
Elle fut en partie brûlée par les Autrichiens le 23 avril 1809 lors d'une bataille contre les troupes françaises de Napoléon.

## Lieux à visiter

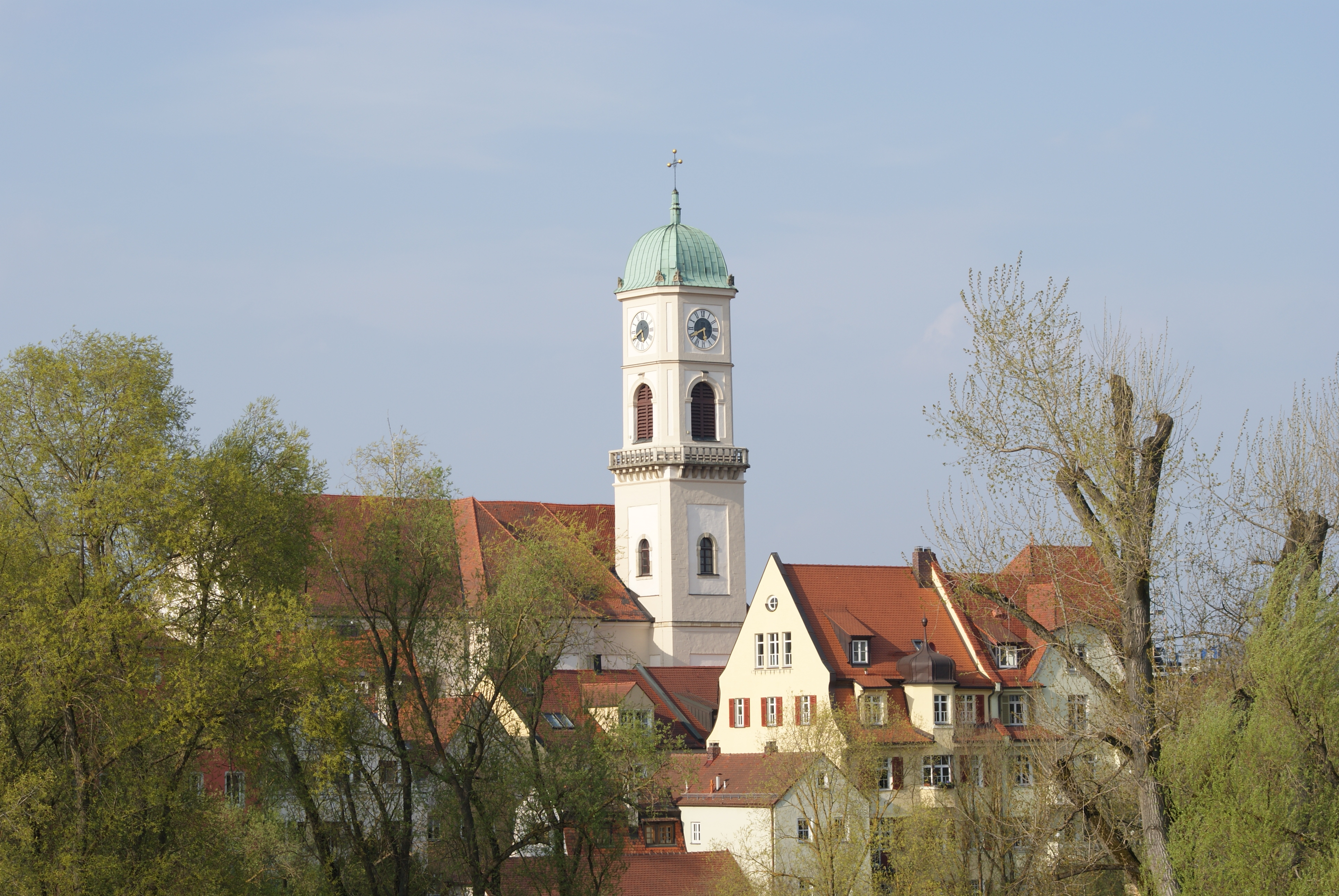
L'église Saint-André-et-Saint-Magnus (St. Andreas und St. Mang).

- À l'extrémité Nord du marché central et de la rue principale, l'ancienne porte Nord de la ville a été reconstruite dans le style classiciste à l'occasion de la reconstruction de la ville, qui avait été détruite en 1809 par les Français. Elle s'appelle la « Pylonentor » et rappelle une porte égyptienne[1].
- À l'extrémité Sud du marché central et de la rue principale, après la démolition complète de tous les anciennes fortifications de la ville de Ratisbonne, en 1810, plusieurs bâtiments de style Biedermeier, ont été construits ; ils sont surnommés le « bazar ». Les nouveaux bâtiments entourent une zone rectangulaire formée par l'ancienne tête de pont de Stadtamhof, l'emplacement de la tour Noire détruite, et la troisième tour-porte du pont de pierre. Presque tous les bâtiments du bazar ont été modifiés plusieurs fois par la suite, mais l'impression générale de l'ensemble a été conservée[2].
- Architecture sacrée
  - L'église rococo Saint-Magnus (Stiftskirche St. Mang), aujourd'hui église paroissiale de Stadtamhof. Les bâtiments conventuels, après avoir été sécularisés en 1803, sont devenus un conservatoire de musique sacrée.
  - L'ancien couvent des Dames augustines abrite depuis 1814 la Gerhardinger-Schule, nommée d'après Caroline Gerhardinger (originaire de Stadtamhof).
  - La place des Franciscains (Franziskanerplatz) se trouve à l'emplacement d'un ancien couvent franciscain détruit en 1891 (le couvent Saint-Cassien) et de son église conventuelle détruite en 1911.
  - Couvent du Sacré-Cœur des chanoinesses augustines.
  - L'ancien couvent Sainte-Catherine a été supprimé en 1316, alors que le Katharinenspital (hospice Sainte-Catherine) avec son église Sainte-Catherine existent encore. Bien que construit du côté Stadtamhof du Danube, le terrain de l'hôpital appartenait à la ville impériale de Ratisbonne.
- Le Fischlsäule est un pilier baroque (érigé vers 1720) au croisement de la Seifensiedergasse et de l'Andreasstrasse. Le fondateur en est le capitaine Johann Fischl, devant la maison de qui (Am Gries 15) la colonne se tenait jusqu'en 1922.
- L'Andreasstadel est une ancienne grange au sel de deux étages construite en 1597. C'est le plus ancien bâtiment séculier de Stadtamhof. Cette grange au sel desservait le commerce du sel bavarois qui était taxé par la ville de Ratisbonne qui en percevait des droits de douane (octroi) au passage du pont de pierre. Aujourd'hui, la grange abrite des appartements privés, des ateliers d'artistes, un restaurant et un cinéma.
- L'ancienne mairie de Stadtamhof se trouve au n° 7 de la rue principale (Hauptstraße).
- Une locomotive (Walhalla-Bockerl) de voie étroite du Walhallabahn, qui allait jusqu'en 1968 à Wörth an der Donau, se trouve désormais devant l'Europakanal (canal de l'Europe).
- La malterie « Johann Nepomuk Herrmann ».